# Janet Baker

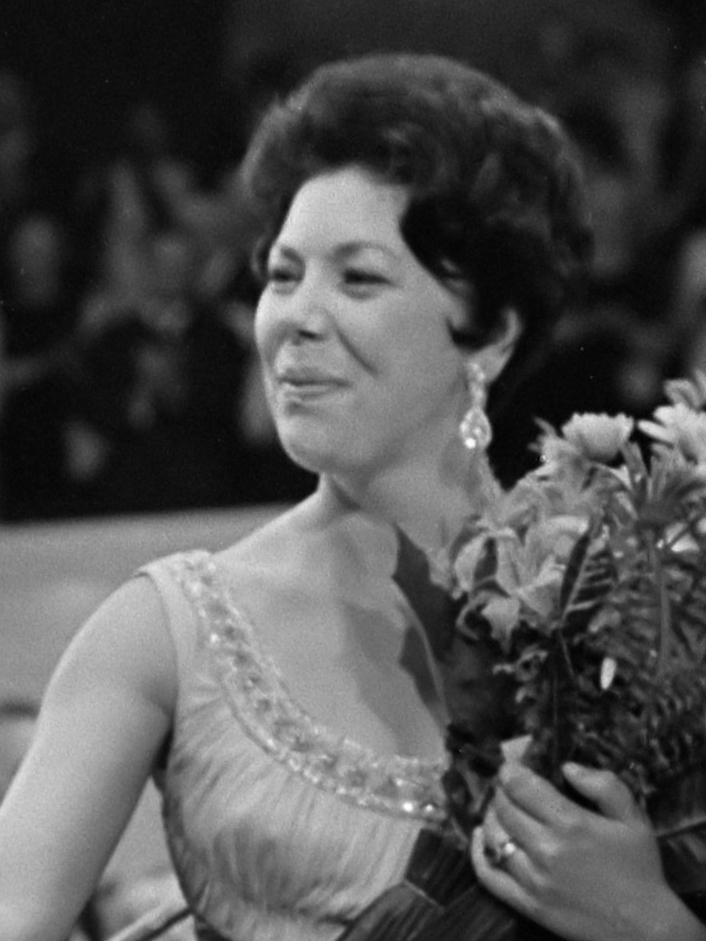
Janet Baker in 1967

Dame Janet Abbott Baker, CH, DBE, FRSA (Hatfield, South Yorkshire, Engeland, 21 augustus 1933) is een Engelse mezzosopraan. Zij is vooral bekend als zangeres van opera's, oratoria en liederen.
In 1956 debuteerde Baker op het podium met de Opera Club van de Universiteit van Oxford, als Miss Róza in Smetana's Tajemství. In hetzelfde jaar debuteerde ze ook in Glyndebourne.
- Bibsys: 1044295
- Biblioteca Nacional de España: XX848830
- Bibliothèque nationale de France: cb138910738 (data)
- CiNii: DA04025105
- Gemeinsame Normdatei: 123225345
- International Standard Name Identifier: 0000 0001 1453 2954
- Library of Congress Control Number: n81028224
- Nationale Bibliotheek van Letland: 000067012
- MusicBrainz: c02b5594-06d9-40e8-8689-abc6e1dbe4fd
- Nationale Bibliotheek van Tsjechië: mzk2003205757
- Nationale Bibliotheek van Israël: 987007319127205171
- Nationale Bibliotheek van Polen: a0000002591881
- Nationale en Universitaire bibliotheek Zagreb: 000608856
- Nederlandse Thesaurus van Auteursnamen: 071467130
- Istituto Centrale per il Catalogo Unico: UBOV391076
- LIBRIS: 219557
- SNAC: w6ms3vps
- Système universitaire de documentation: 075118971
- Virtual International Authority File: 100249211